# Massakern vid Wounded Knee
Massakern vid Wounded Knee ägde rum den 29 december 1890 och resulterade i att USA:s kavalleri, lett av överste James Forsyth, dödade närmare 300 lakotaindianer.

## Händelseförloppet
En grupp indianer av stammen Minneconjou-Lakota (Sioux) hade samlats vid bäcken Wounded Knee Creek (Chankpe Opi Wakpala) under ledning av hövdingen Sitȟáŋka (av engelsktalande kallad Big Foot). Indianernas andedans, ett inslag i en messiansk rörelse, ledd av Wovoka, oroade myndigheterna och militär inkallades. Vid ett försök att avväpna indianerna uppstod tumult och närmare 300 indianer, de flesta kvinnor och barn, dödades. Händelsen innebar i praktiken ett slut på det krigstillstånd som rått mellan USA och lakotaindianerna sedan Grattanmassakern 1854, 36 år tidigare.
Resten av sjunde kavalleriregementet anlände lett av löjtnant James Forsyth och omringade lägerplatsen, med hjälp av fyra hotchkisskanoner.
Platsen har utsetts till "National Historic Landmark".